# Dialogue euro-arabe
Lancée au début des années 1970 et s'appuyant largement sur la politique arabe de la France, l'idée d'un dialogue euro-arabe s'est concrétisée en 1973 à la suite de la guerre de Kippour et du premier choc pétrolier, par l'influence du président français Georges Pompidou et de son ministre des Affaires étrangères, Michel Jobert. Ce dernier affirmait que ce dialogue était fondé sur une « sincérité » et non sur une « habileté ». Les parties étaient la Communauté économique européenne et la Ligue des États arabes. 
Il s’agissait de revoir en profondeur la nature même des relations euro-arabes et de réaliser une refondation des relations entre les partenaires, sur la base de l’égalité et du respect des intérêts de chacun. En même temps, le dialogue euro-arabe avait une forte teneur politique, qui visait à créer une coopération euro-arabe face aux États-Unis et à faire pression sur Israël.
Le 7 juin 1975, plus de 200 membre des parlements des pays de l'Union européenne de différentes tendances se réunissent à Strasbourg pour signer à l'unanimité un texte nommé « Résolutions de Strasbourg ». Il y est inscrit la demande de retrait par Israël des territoires occupés depuis 1967 et la reconnaissance des droits nationaux du peuple palestinien, et aussi que les pays européens accordent la libre circulation des travailleurs immigrés en Europe avec les mêmes droits fondamentaux que les citoyens de ces pays,.
Le Dialogue euro-arabe sera ensuite approfondi par l'institutionnalisation du Partenariat Euromed (Processus de Barcelone, 1995) et l'Union pour la Méditerranée (2008).

## Compléments